# 鎌田光夫
鎌田 光夫（かまた みつお、1937年12月16日 - ）は、茨城県出身の元サッカー選手（DF）・サッカー監督。

## 経歴
日立市立多賀中学校を経て進学した日立一高では3年次の1955年、神奈川国体・高校の部に出場して3位入賞を果たした。
高校卒業後の1956年に中央大学へ進学し、2年次の1957年からはレギュラーとなる。同年には天皇杯に中大クラブ（学生・OBの混合チーム）のMFとして出場し、決勝で実業団の強豪・東洋工業を破って優勝。3年次の1958年1月に開催された大学選手権でも優勝し、同年12月には川淵三郎・宮本征勝らと共に日本代表デビュー。香港戦で初出場を果して以来、的確で冷静な判断力とカバーリングを武器に代表守備陣の中枢を成した。4年時の1959年8月にはムルデカ大会に初出場し、主将として出場した同年の大学選手権では2連覇を飾った。
大学卒業後の1960年4月からは古河電気工業に入社し、長沼健監督の下で3度の天皇杯制覇（1960年, 1961年, 1965年）と全日本実業団選手権2連覇（1961年, 1962年）に貢献。天皇杯は1960年が実業団チームとして初制覇、1961年が母校・中大を3-2で退けての2連覇、1965年が八幡製鉄と大会史上唯一の両者優勝であった。全日本実業団選手権も1962年に東洋工業と引き分けての両チーム優勝であった。代表ではローマ五輪予選（1960年）、FIFAワールドカップ・チリ大会アジア予選（1961年）、第4回アジア競技大会（1962年）での経験を経て、1962年9月のムルデカ大会第3戦・ビルマ戦でAマッチ出場を25試合に伸ばす。1963年10月の「東京国際スポーツ大会」では初戦の南ベトナム海関・陸軍連合戦で先制ゴールを挙げて勝利に導いたほか、1964年8月のチェコ1部リーグ選抜戦（プラハ）で代表通算75試合出場を達成し、10月の東京五輪では全試合にフル出場してベスト8入りに貢献。1966年11月6日の東洋工業戦ではスイーパーとして出場し、守備重視の作戦で相手の圧倒的な攻撃力を封じて目の前での胴上げを阻止。1967年6月に行われたブラジルの名門・SEパルメイラスとの3連戦では、相手のFW4人を封じるため、日本代表の5人目のDF（スイーパー）として出場。同年から1969年にかけて3年連続でJSL年間優秀11人賞を受賞。1968年のメキシコシティ五輪では全6戦にスイーパーとして出場し、最も危険なエリアをカバーして代表の銅メダル獲得に貢献。初戦のナイジェリア戦では序盤に相手との競り合いから右肘関節を脱臼するアクシデントがあったが、ハーフタイムに痛み止めの注射を打って最後までプレー。1970年のサウサンプトンFC戦（平和台）を最後に代表を引退し、1974年には現役を引退。
引退後は日本ユース代表監督（1975年）を務め、アジアユース選手権の代表選考では全国大会に出場していない岡田武史（天王寺）を選出し、当時、眼鏡をかけたままプレーする異色選手として話題になった。初戦の相手はシンガポール戦で、日本はスピーディーな攻撃を展開。河内勝幸（大阪商業大学）の先制点を皮切りに前半の内に3点を挙げてほぼ勝負を決め、後半にも1点を加えて4-0で快勝と幸先の良いスタートを切った。続くクウェート戦は、初戦で「ベスト4クラス」と言う評判を得た日本に対し、万全の態勢を整えてくる。特に第1戦では温存していた190cmのストライカー、カミールを登場させてきた。カミール一人に翻弄され、0-3で完敗。第3戦はアフガニスタン戦ではクウェートに敗れて決勝トーナメント進出へ負けられないというプレッシャーからか、先制点を許す不安定な立ち上がりで、河内のゴールで同点に追い付くが前半は1-1で終了。前半に目の上を切りハーフタイムに縫い合わせた小滝勇一（藤和不動産）が踏ん張り、後半開始直後に強烈なシュートを決めて逆転する。ここから勢いづき、4点を追加して終わってみれば6-1で快勝した。グループリーグ最終戦の相手は中国戦は勝てば準々決勝進出が決まり、引き分けでも中国かアフガニスタンと引き分けていたため、ほぼ勝ち抜ける状況であった。日本は初戦からほぼ同じメンバーで、第3戦から左ウイングに中村直樹（トヨタ）が先発となり、この日も同様であったが、前半の早い時間でキャプテンでもある藤原義三（早稲田大学）が肩を脱臼して退場。さらに連日30度を超える暑さの中、7日で4試合目とあって全体に動きが鈍く、優勢になりながら得点できず、後半中ごろに失点したまま逃げ切られてしまった。それでも、中国が最終戦でシンガポールに敗れれば望みはあったが、中国が勝ち、過去6大会連続で果たしていたグループステージ突破を逃してしまった。中東勢のスピードとスケールの大きさに驚かされ、鎌田は「もう一度このチームで大会に臨めたら、もっともっといいゲームができる気がする」と語り、選考から、準備、大会とわずか2ヶ月余りの取り組みに疑問を呈した。
1976年には全日本大学選抜の監督を務め、世界大学選手権でベスト8に導く。同年8月から1978年までは古河の監督を務め、1977年には日本リーグ、JSLカップ、天皇杯と当時の三冠を制覇。鎌田は1974年のW杯を川淵前監督と共に視察し、ポーランド、オランダのサッカーをイメージして「スピードと激しさ」を掲げた。同年には古河主体で編成された日本B代表も率いて、マラハリムカップ（ インドネシア）で準優勝となる。台北、香港、シンガポールに一泊した翌日に開催地のメダンへ到着し、競技場は、独特のタバコの匂いと煙に加え、ナイター照明が暗くてグランドが見えにくいという環境であった。宿泊した国民宿舎にはクーラーしかなく、早朝から町中に響く回教徒の祈りの声がマイクで聞こえてきた。1981年より大協石油四日市→コスモ大協→コスモ石油の監督に就任し、東海社会人リーグでは3連覇を含む4度の優勝（1981年-1983年, 1985年）を決めた。1986年にJSL2部へ昇格し、1989年の退任後は総監督となる。1994年より三重県サッカー協会に出向して理事長に就任。2002年には副会長となり、現在は顧問。この間にJFA理事（1996年 - 1998年）、名古屋WESTフットボールクラブ総監督を務めた。2007年、日本サッカー殿堂に選出。

## 所属クラブ
- 1953年 - 1956年 : 茨城県立日立第一高等学校[9]
- 1956年 - 1959年 : 中央大学[9]
- 1960年 - 1974年 : 古河電工[9]

## 個人成績
| 国内大会個人成績 | 国内大会個人成績 | 国内大会個人成績 | 国内大会個人成績 | 国内大会個人成績 | 国内大会個人成績          | 国内大会個人成績 | 国内大会個人成績 | 国内大会個人成績 | 国内大会個人成績 | 国内大会個人成績 | 国内大会個人成績 |
| 年度             | クラブ           | 背番号           | リーグ           | リーグ戦         | リーグ戦                  | リーグ杯         | リーグ杯         | オープン杯       | オープン杯       | 期間通算         | 期間通算         |
| 年度             | クラブ           | 背番号           | リーグ           | 出場             | 得点                      | 出場             | 得点             | 出場             | 得点             | 出場             | 得点             |
| 日本             | 日本             | 日本             | 日本             | リーグ戦         | リーグ戦                  | JSL杯            | JSL杯            | 天皇杯           | 天皇杯           | 期間通算         | 期間通算         |
| ---------------- | ---------------- | ---------------- | ---------------- | ---------------- | ------------------------- | ---------------- | ---------------- | ---------------- | ---------------- | ---------------- | ---------------- |
| 1965             | 古河             |                  | JSL              | 14               | 2                         | -                | -                |                  |                  |                  |                  |
| 1966             | 古河             |                  | JSL              | 14               | 0                         | -                | -                |                  | 1                |                  |                  |
| 1967             | 古河             |                  | JSL              | 14               | 1                         | -                | -                | -                | -                | 14               | 1                |
| 1968             | 古河             |                  | JSL              | 13               | 0                         | -                | -                | -                | -                | 13               | 0                |
| 1969             | 古河             |                  | JSL              | 14               | 1                         | -                | -                |                  |                  |                  |                  |
| 1970             | 古河             |                  | JSL              | 13               | 1                         | -                | -                |                  |                  |                  |                  |
| 1971             | 古河             |                  | JSL              | 14               | 1                         | -                | -                |                  |                  |                  |                  |
| 1972             | 古河             |                  | JSL1部           | 7                | 0                         | -                | -                |                  |                  |                  |                  |
| 1973             | 古河             |                  | JSL1部           | 3                | 0                         |                  |                  |                  |                  |                  |                  |
| 1974             | 古河             |                  | JSL1部           | 0                | 0                         | -                | -                |                  |                  |                  |                  |
| 通算             | 日本             | 日本             | JSL1部           | 106              | 6\|\|\|\|\|\|\|\|\|\|\|\| |                  |                  |                  |                  |                  |                  |
| 総通算           | 総通算           | 総通算           | 総通算           | 106              | 6\|\|\|\|\|\|\|\|\|\|\|\| |                  |                  |                  |                  |                  |                  |

## 指導歴
- 1975年 : 日本ユース代表 監督 [9]
- 1976年 - 1978年 : 古河電工 監督 [9]
- 1976年 ： 全日本大学選抜 監督
- 1977年 ： 日本B代表 監督
- 1981年 - 1989年 : 大協石油四日市・コスモ大協・コスモ石油 監督 [9]

### 監督成績
| 年度    | 所属            | クラブ     | リーグ戦 | リーグ戦 | リーグ戦 | リーグ戦 | リーグ戦    | リーグ戦 | カップ戦 | カップ戦 |
| 年度    | 所属            | クラブ     | 順位     | 試合     | 勝点     | 勝利     | 引分        | 敗戦     | JSL杯    | 天皇杯   |
| ------- | --------------- | ---------- | -------- | -------- | -------- | -------- | ----------- | -------- | -------- | -------- |
| 1976    | JSL1部          | 古河       | 優勝     | 18       | 26       | 11       | 4           | 3        | ベスト4  | 優勝     |
| 1977    | JSL1部          | 古河       | 6位      | 18       | 36       | 8        | 2PK勝 0PK敗 | 8        | 優勝     | ベスト4  |
| 1978    | JSL1部          | 古河       | 10位     | 18       | 15       | 3        | 1PK勝 1PK敗 | 13       | ベスト8  | ベスト4  |
| 1981    | 東海            | 大協石油   | 優勝     |          |          |          |             |          | -        | 予選敗退 |
| 1982    | 東海            | 大協石油   | 優勝     |          |          |          |             |          | -        | 1回戦    |
| 1983    | 東海            | 大協石油   | 優勝     |          |          |          |             |          | -        | 1回戦    |
| 1984    | 東海            | コスモ大協 | 準優勝   |          |          |          |             |          | -        | 予選敗退 |
| 1985    | 東海            | コスモ大協 | 優勝     |          |          |          |             |          | -        | 1回戦    |
| 1986    | JSL2部・東      | コスモ石油 | 8位      | 14       | 14       | 5        | 4           | 5        | 2回戦    | 予選敗退 |
| 1986    | JSL2部・上位    | コスモ石油 | 8位      | 14       | 10       | 3        | 4           | 7        | 2回戦    | 予選敗退 |
| 1987    | JSL2部・西      | コスモ石油 | 7位      | 14       | 18       | 7        | 4           | 3        | 1回戦    | 1回戦    |
| 1987    | JSL2部・上位    | コスモ石油 | 7位      | 14       | 5        | 2        | 1           | 11       | 1回戦    | 1回戦    |
| 1988-89 | JSL2部・下位/東 | コスモ石油 | 11位     | 20       | 17       | 6        | 5           | 9        | 1回戦    | 2回戦    |

## 代表歴

### 出場大会
- 1960年ローマオリンピック予選
- 1962 FIFAワールドカップ・予選
- 1962年アジア競技大会
- 1964年東京オリンピック（ベスト8）
- 1968年メキシコシティーオリンピック（銅メダル）
- 1970 FIFAワールドカップ・予選

### 試合数
- 国際Aマッチ 44試合 2得点(1958-1969)[1]

| 日本代表 | 国際Aマッチ | 国際Aマッチ | その他 | その他 | 期間通算 | 期間通算 |
| 年       | 出場        | 得点        | 出場   | 得点   | 出場     | 得点     |
| -------- | ----------- | ----------- | ------ | ------ | -------- | -------- |
| 1958     | 2           | 0           | 1      | 0      | 3        | 0        |
| 1959     | 10          | 0           | 10     | 1      | 20       | 1        |
| 1960     | 0           | 0           | 0      | 0      | 0        | 0        |
| 1961     | 7           | 1           | 4      | 1      | 11       | 2        |
| 1962     | 7           | 1           | 5      | 0      | 12       | 1        |
| 1963     | 4           | 0           | 11     | 2      | 15       | 2        |
| 1964     | 2           | 0           | 16     | 0      | 18       | 0        |
| 1965     | 3           | 0           | 3      | 0      | 6        | 0        |
| 1966     | 0           | 0           | 4      | 0      | 4        | 0        |
| 1967     | 2           | 0           | 16     | 0      | 18       | 0        |
| 1968     | 3           | 0           | 11     | 0      | 14       | 0        |
| 1969     | 4           | 0           | 16     | 0      | 20       | 0        |
| 1970     | 0           | 0           | 3      | 0      | 3        | 0        |
| 通算     | 44          | 2           | 100    | 4      | 144      | 6        |

### 出場
| No. | 開催日         | 開催都市         | スタジアム                               | 対戦相手       | 結果       | 監督     | 大会               |
| --- | -------------- | ---------------- | ---------------------------------------- | -------------- | ---------- | -------- | ------------------ |
| 1.  | 1958年12月25日 | 香港             |                                          | 香港           | ●2-5       | 竹腰重丸 | 国際親善試合       |
| 2.  | 1958年12月28日 | クアラルンプール |                                          | マラヤ         | ●2-6       | 竹腰重丸 | 国際親善試合       |
| 3.  | 1959年01月04日 | ペナン           |                                          | マラヤ         | ○3-1       | 竹腰重丸 | 国際親善試合       |
| 4.  | 1959年01月10日 | シンガポール     |                                          | シンガポール   | ○4-3       | 竹腰重丸 | 国際親善試合       |
| 5.  | 1959年01月11日 | シンガポール     |                                          | シンガポール   | ●2-3       | 竹腰重丸 | 国際親善試合       |
| 6.  | 1959年08月31日 | クアラルンプール |                                          | 香港           | △1-1(延長) | 竹腰重丸 | ムルデカ大会       |
| 7.  | 1959年09月02日 | クアラルンプール |                                          | 香港           | ●2-4       | 竹腰重丸 | ムルデカ大会       |
| 8.  | 1959年09月03日 | クアラルンプール |                                          | シンガポール   | ○4-1       | 竹腰重丸 | ムルデカ大会       |
| 9.  | 1959年09月05日 | クアラルンプール |                                          | 韓国           | △0-0       | 竹腰重丸 | ムルデカ大会       |
| 10. | 1959年09月06日 | クアラルンプール |                                          | 韓国           | ●1-3       | 竹腰重丸 | ムルデカ大会       |
| 11. | 1959年12月13日 | 東京都           | 後楽園競輪場                             | 韓国           | ●0-2       | 竹腰重丸 | オリンピック予選   |
| 12. | 1959年12月20日 | 東京都           | 後楽園競輪場                             | 韓国           | ○1-0       | 竹腰重丸 | オリンピック予選   |
| 13. | 1961年05月28日 | 東京都           | 国立霞ヶ丘競技場陸上競技場               | マラヤ         | ○3-2       | 高橋英辰 | 国際親善試合       |
| 14. | 1961年06月11日 | 東京都           | 国立霞ヶ丘競技場陸上競技場               | 韓国           | ●0-2       | 高橋英辰 | ワールドカップ予選 |
| 15. | 1961年08月02日 | クアラルンプール |                                          | マラヤ         | ●2-3       | 高橋英辰 | ムルデカ大会       |
| 16. | 1961年08月06日 | クアラルンプール |                                          | インド         | ○3-1       | 高橋英辰 | ムルデカ大会       |
| 17. | 1961年08月10日 | クアラルンプール |                                          | 南ベトナム     | ●2-3       | 高橋英辰 | ムルデカ大会       |
| 18. | 1961年08月15日 | シンガポール     |                                          | インドネシア   | ●0-2       | 高橋英辰 | 国際親善試合       |
| 19. | 1961年11月28日 | 東京都           | 国立霞ヶ丘競技場陸上競技場               | ユーゴスラビア | ●0-1       | 高橋英辰 | 国際親善試合       |
| 20. | 1962年08月25日 | インドネシア     |                                          | タイ           | ○3-1       | 高橋英辰 | アジア大会         |
| 21. | 1962年08月29日 | インドネシア     |                                          | インド         | ●0-2       | 高橋英辰 | アジア大会         |
| 22. | 1962年08月30日 | インドネシア     |                                          | 韓国           | ●0-1       | 高橋英辰 | アジア大会         |
| 23. | 1962年09月08日 | クアラルンプール |                                          | マラヤ         | △2-2       | 高橋英辰 | ムルデカ大会       |
| 24. | 1962年09月12日 | クアラルンプール |                                          | パキスタン     | △1-1       | 高橋英辰 | ムルデカ大会       |
| 25. | 1962年09月15日 | クアラルンプール |                                          | ビルマ         | ●1-3       | 高橋英辰 | ムルデカ大会       |
| 26. | 1962年09月21日 | シンガポール     |                                          | シンガポール   | ●1-2       | 高橋英辰 | 国際親善試合       |
| 27. | 1963年08月08日 | クアラルンプール |                                          | マレーシア     | ○4-3       | 長沼健   | ムルデカ大会       |
| 28. | 1963年08月10日 | クアラルンプール |                                          | タイ           | ○4-1       | 長沼健   | ムルデカ大会       |
| 29. | 1963年08月12日 | クアラルンプール |                                          | 南ベトナム     | ○5-1       | 長沼健   | ムルデカ大会       |
| 30. | 1963年08月13日 | クアラルンプール |                                          | 韓国           | △1-1       | 長沼健   | ムルデカ大会       |
| 31. | 1964年03月03日 | シンガポール     |                                          | シンガポール   | ○2-1       | 長沼健   | 国際親善試合       |
| 32. | 1964年10月16日 | 東京都           | 駒沢オリンピック公園総合運動場陸上競技場 | ガーナ         | ●2-3       | 長沼健   | オリンピック       |
| 33. | 1965年03月22日 | ラングーン       |                                          | ビルマ         | △1-1       | 長沼健   | 国際親善試合       |
| 34. | 1965年03月25日 | シンガポール     |                                          | シンガポール   | ○4-1       | 長沼健   | 国際親善試合       |
| 35. | 1965年03月27日 | クアラルンプール |                                          | マレーシア     | △1-1       | 長沼健   | 国際親善試合       |
| 36. | 1967年10月03日 | 東京都           | 国立霞ヶ丘競技場陸上競技場               | レバノン       | ○3-1       | 長沼健   | オリンピック予選   |
| 37. | 1967年10月10日 | 東京都           | 国立霞ヶ丘競技場陸上競技場               | 南ベトナム     | ○1-0       | 長沼健   | オリンピック予選   |
| 38. | 1968年03月30日 | シドニー         |                                          | オーストラリア | △2-2       | 長沼健   | 国際親善試合       |
| 39. | 1968年04月04日 | アデレード       |                                          | オーストラリア | ○3-1       | 長沼健   | 国際親善試合       |
| 40. | 1968年10月14日 | プエブラ         |                                          | ナイジェリア   | ○3-1       | 長沼健   | オリンピック       |
| 41. | 1969年10月10日 | ソウル           |                                          | オーストラリア | ●1-3       | 長沼健   | ワールドカップ予選 |
| 42. | 1969年10月12日 | ソウル           |                                          | 韓国           | △2-2       | 長沼健   | ワールドカップ予選 |
| 43. | 1969年10月16日 | ソウル           |                                          | オーストラリア | △1-1       | 長沼健   | ワールドカップ予選 |
| 44. | 1969年10月18日 | ソウル           |                                          | 韓国           | ●0-2       | 長沼健   | ワールドカップ予選 |

### 得点数
| # | 年月日        | 開催地                         | 対戦国       | スコア | 結果 | 試合概要     |
| - | ------------- | ------------------------------ | ------------ | ------ | ---- | ------------ |
| 1 | 1961年8月10日 | マラヤ連邦、クアラルンプール、 | 南ベトナム   | 2-3    | 敗戦 | ムルデカ大会 |
| 2 | 1962年9月21日 | シンガポール                   | シンガポール | 1-2    | 敗戦 | 親善試合     |